# 孙玉国 (军人)
孙玉国（1941年8月—），辽宁丹东人，珍宝岛事件中中國人民解放軍的戰鬥英雄。曾任第十届中共中央候补委员。初中文化。

## 簡歷
1958年7月起在沈阳冶金机械厂當工人，1961年9月参加中国人民解放军，为辽宁省公安总队一支队某部炮连战士。1963年1月至1965年6月在黑龙江省虎饶边境工作站勤务连先後任战士、文书、司务长。1965年6月至1969年6月任黑龙江省饶河边防站、公司亮子边防站管理员、副政治指导员、站长。珍寶島事件中負責巡查，立下戰功，後逐步提升。
1969年6月至1972年9月任陆军团副团长。1972年9月至1973年12月任黑龙江省军区独立团团长。1973年12月至1974年2月任黑龙江省军区副司令员，後被调到北京参加中央第三期读书班。1974年2月至1977年10月任沈阳军区副司令员。1975年1月当选为第四届全国人大常委会委员。後因與四人幫關係密切接受審查，1982年11月按正团职转业。1983年3月至1993年2月任中国人民解放军七四四六工厂第二厂长。1993年2月至1999年10月任沈阳军区后勤部经贸局进出口部总经理、经贸局总经理助理、副局长。